# Marmouillé
Marmouillé is een plaats en voormalige gemeente in het Franse departement Orne (regio Normandië) en telt 125 inwoners (2004). De plaats maakt deel uit van het arrondissement Argentan.

## Geschiedenis
Op 1 januari 2016 werd Marmouillé opgeheven en samengevoegd met de gemeenten Chailloué en Neuville-près-Sées tot een nieuwe gemeente, (eveneens) geheten Chailloué. 

## Geografie
De oppervlakte van Marmouillé bedraagt 9,8 km², de bevolkingsdichtheid is 12,8 inwoners per km².
De onderstaande kaart toont de ligging van Marmouillé met de belangrijkste infrastructuur en aangrenzende gemeenten.

## Demografie
Onderstaande figuur toont het verloop van het inwonertal (bron: INSEE-tellingen).